# Astraea (planta)
Astraea es un género perteneciente a la familia de las euforbiáceas. Comprende 16 especies descritas y de estas, solo 5 aceptadas. Es originario de Sudamérica.

## Taxonomía
El género fue descrito por  Johann Friedrich Klotzsch y publicado en Archiv für Naturgeschichte 7(1): 194. 1841. La especie tipo es: Astraea lobata (L.) Klotzsch. 

## Especies aceptadas
A continuación se brinda un listado de las especies del género Astraea (planta) aceptadas hasta abril de 2013, ordenadas alfabéticamente. Para cada una se indica el nombre binomial seguido del autor, abreviado según las convenciones y usos:
- Astraea aureomarginata (Chodat & Hassl.) P.E.Berry
- Astraea cincta (Müll.Arg.) Caruzo & Cordeiro
- Astraea hauthalii (Kuntze) P.E.Berry
- Astraea lobata (L.) Klotzsch - frailecillo cimarrón de Cuba[4]
- Astraea praetervisa (Müll.Arg.) P.E.Berry